# Klein ventje van Elverdinge (lied)
Klein ventje van Elverdinge is een Nederlandstalig liedje van het Belgische zanger Willem Vermandere uit 1973.
Hoewel het nummer niet op single verscheen, is het liedje een van de bekendere uit zijn œuvre. Het verscheen op zijn album Met mijn simpel lied.
Het liedje gaat over Georges Van Eeckhoutte - een dorpsfiguur uit Elverdinge - die vaak op de drempel van een huis op de hoek van de Boezingsestraat en de Veurnseweg, met een sigaar in zijn mond zat. Aldaar moet hij ook Willem Vermandere en/of Al Van Dam vermoedelijk voor het eerst zijn opgevallen. Want in hun lied (tekst) zingen (schrijven) ze:

In Elverdinge daar is't dat ie stond
George 'n klein ventje sigaar in zijn mond
Een zwarte mutse en lappen op zijn knien
En al die passeerd' hèt hem daar gezien"

## Meewerkende artiesten
- Producer: 
  - Al Van Dam
- Muzikanten:
  - Willem Vermandere (Gitaar, klarinet, zang)
  - Al Van Dam (Accordeon, Piano)
  - Guido Desimpelaere (Basgitaar, dwarsfluit, elektrische gitaar)
  - Hugo Valcke (Banjo)
  - Johan Vandenberghe (Accordeon, fluitje, mondharmonica)
  - Richard Van der Staey (Viool)